# Tityustoxina
La tityustoxina es una toxina hallada en el veneno de los escorpiones de la subfamilia Tityinae. Esta toxina se une a los canales iónicos de sodio y potasio dependientes de voltaje, lo cual causa la despolarización de las células excitables y, en consecuencia, un complejo síndrome neuroendocrino con síntomas entre los que se incluyen sialorrea, lagrimación y rinorrea.

## Bioquímica
El veneno en crudo de T. serrulatus contiene varias toxinas. Algunos de los más potentes derivados de este veneno son las neurotoxinas conocidas como tityustoxina y la toxina Ts-g. Se considera que dos tipos de toxinas son las responsables de los principales efectos tóxicos: la toxina gama (una toxina de tipo β) y la tityustoxina (TsTX, una toxina de tipo α), ambos tipos de toxina tienen una afinidad específica por los canales de sodio.
Otros tipos de toxina de este veneno son:  TsTX-kα, un péptido de 37 aminoácidos, la toxina gamma (TsTX-γ) y la TsTX-I que con 61 aminoácidos es la principal neurotoxina de este veneno. La TsTX-Kβ posee una cadena de mayor longitud.
Los péptidos que actúan bloqueando a los canales de potasio son polipéptidos de cadena simple de unos 30 a 40 aminoácidos con tres puentes disulfuro intracatenarios. La toxina con cuatro puentes disulfuro se conoce como TsTX-IV. Esta toxina contiene 41 residuos de aminoácidos.

## Sitio de acción
- Actúan sobre los canales de Na+
: TsTX-γ y TsTX-I.[2]
- Actúan sobre los canales de K+
 activados por Ca2+
:  TsTX-Kβ y TsTX-IV. El último posee una alta afinidad. La TsTx-IV bloquea a los canales de K+
 activados por Ca2+
 de alta conductancia.[2]

## Mecanismo de acción
De interés resultan dos tipos de toxinas:
- Las toxinas α-escorpiónicas se unen en el sitio 3 entre el segmento S3 y S4 del Dominio IV de la subunidad alfa del canal de sodio, disminuyendo la velocidad de inactivación y aumentando el pico de corriente sin provocar cambios en el tiempo al cual aparece el pico.[4] Esto provoca la despolarización celular causando a su vez la apertura de canales de calcio permitiendo la entrada de una corriente de Ca2+
, lo que desencadena la liberación de ACh.[7] Tanto las curvas de activación como de inactivación en el estado estacionario se desplazan hacia potenciales más negativos.[4]

- Las toxinas β-escorpiónicas se unen en el sitio 4 entre el segmento S3 y S4 del Dominio II  del canal de sodio, desplazando la activación de las corrientes de Na1 (INa) hacia potenciales más negativos.[8][9]

La tityustoxina provoca una despolarización celular, activando a los canales de Na+
 y aumentando la captación de Na+
 lo cual afecta la captación de Ca2+
 lo cual a su vez puede aumentar la liberación de acetilcolina en la corteza cerebral.
La TsTX-I, Ts1 o toxina gamma es una toxina de tipo β que se une al sito 4 del receptor y desplaza la dependencia de voltaje de activación del canal de sodio hacia poteciales más negativos, la TsTX-Ka bloquea selectivamente a los canales de K+
 dependientes de voltaje en los sinaptosomas.

## Toxicidad
El veneno de Tityus serrulatus es la más potente de las toxinas de este género. La tityustoxina-1, TsTX-I es la más tóxica de entre las neurotoxinas presentes en este veneno, con una LD50 en ratones de 76 ± 9 y 1.1 ± 0.3 µg/kg intravenosa e intracisternal, respectivamente. Esto ha permitido identificación de TsTX-I como un potente componente del veneno de T. serrulatus y su caracterización como la principal y más potente neurotoxina de este veneno.
Los efectos de envenenamiento causados por el veneno de T. serrulatus incluyen sialorrea, lagrimación y rinorrea. y pancreatitis aguda. Cuando el veneno actúa provoca la liberación de catecolaminas desde las glándulas adrenales y las terminales nerviosas posganglionares y acetilcolina desde las terminales nerviosas ganglionares y posganglionares. El veneno entero y las toxinas aisladas también provocan la liberación de otros neurotransmisores.
En ratas, la Tityustoxina causa dramáticos efectos en los sistemas circulatorios y respiratorios, consistentes en hipotensión, taquipnea, hiperpnea, y respiración atáxica y dificultosa. A continuación de estos efectos iniciales, 5 o 10 µg de TsTX inducen hipertensión e hiperpnea. Una dosis mayor produce apnea y muerte aproximadamente 70 minutos más tarde.

## Tratamiento
El edema de pulmón inducido por la TsTX se bloquea por 170 mg/Kg de fenobarbital.
Los anticuerpos anti-TsNTxP muestran actividad cruzada contra las toxinas de escorpión y han demostrado in vitro tener capacidad neutralizante. Por lo tanto esta proteína emerge como un potente candidato para la producción de antisueros para ser utilizado en el tratamiento de las picaduras de escorpión. La proteína recombinante no tóxica induce un nivel de anticuerpos circulantes lo suficientemente elevados como para neutralizar los efectos de las toxinas de Tityus y es un buen candidato para utilizarse en la producción de una nueva generación de anticuerpos policlonales neutralizantes para su uso clínico.